# Драупади Мурму
Драупади Мурму (на английски: Draupadi Murmu, на одия: ଦ୍ରୌପଦୀ ମୁର୍ମୁ, родена като Пути Биранчи Туду на 20 юни 1958 г.) е индийски политик, 15-и президент на Индия от 25 юли 2022 г.
Преди това тя е била губернатор на Джаркханд от 2015 до 2021 г. и кандидат на управляващата Индийска народна партия за президент на Индия на изборите през 2022 г.
На 21 юли 2022 г., след като получава мнозинството от гласовете, влиза в историята, като става първият представител на т.нар. „изброени племена“ и втората жена (след Пратибха Патил), която заема този пост. Тя става и най-младият президент на Индия до момента и първият, роден след обявяването на независимостта.

## Биография
Драупади Мурму е родена на 20 юни 1958 г. в село Байдапоши, област Маюрбхандж, щат Одиша в семейство от народността сантал. Баща ѝ, а преди него и дядо ѝ, са селски старейшини. Драупади Мурму по-късно се омъжва за Шиам Чаран Мурму.
Драупади Мурму завършва женския университет Рама Деви в Бхубанешвар, столицата на нейния роден щат. След това тя първо работи като учителка, а след това влиза в политиката. През 1997 г. става член на градското правителство (панчаят) на град Райрангпур. Още през този период е член на Индийската народна партия.
От 6 март 2000 до 6 август 2002 г. Драупади Мурму е държавен министър на търговията и транспорта в правителството на щата Одиша. От август 2002 до 16 май 2004 г. тя е служител в правителството като министър на развитието на рибарството и животновъдството.
През 2015 г. Драупади Мурму е избрана за губернатор на щата Джаркханд, като става първата жена губернатор на този щат и изкарва пълен петгодишен мандат на този пост.
През 2022 г. е номинирана за кандидат за президент на Индия от управляващата Индийска народна партия.
По-рано, през 2017 г., тя, докато все още е губернатор на Джаркханд, вече е смятана за един от възможните кандидати на Индийската народна партия за президентските избори, но тогава не е номинирана.
Индия е парламентарна република, където президентът изпълнява предимно представителни функции. Индийската народна партия обикновено се разглежда като дясноцентристка (исторически, индуистката десница). Драупади Мурму, която е член на партията от много години, става втората жена президент на Индия в историята (след Пратибха Патил, която представлява Индийския национален конгрес). Драупади Мурму представлява също един от малките местни народи на тази страна („племена“ според индийската терминология), а именно санталците.